# Stadionul Steaua
El Stadionul Steaua, anteriormente llamado Stadionul Ghencea y conocido popularmente como Ghencea por ser éste el barrio del que recibe el nombre, es un estadio de fútbol situado en Bucarest (Rumanía) y que alberga los partidos como local del refundado CSA Steaua Bucarest, ahora el FC Steaua Bucarest (FCSB) se separó formalmente en 1998 y en ocasiones también los partidos de la Selección de fútbol de Rumanía.

## Historia
Fue inaugurado por primera vez el 9 de abril de 1974 con un amistoso entre el Steaua y el OFK Belgrado, con resultado 2-2. Por aquel entonces se convirtió en el primer estadio destinado sólo a la práctica del fútbol de todos los que se habían construido en Rumanía, al carecer de pista de atletismo y situarse las gradas muy cerca del terreno de juego.
El aforo inicial era para 30 000 espectadores, pero en 1991, cuando se instalaron los asientos de plástico, la capacidad se redujo a 27 577, con 126 localidades para la prensa y 17 palcos personales con 12 asientos en cada uno, además de 733 sofás. El sistema de iluminación artificial, con una densidad de 1400 lux, entró en funcionamiento en 1991.
En 1996 y 2006 se llevaron a cabo sendas reformas para poder acoger los encuentros de la UEFA Champions League.
Fue demolido en agosto de 2018 y al año siguiente comenzó su reconstrucción, para ser reinaugurado el 7 de julio de 2021 por los mismos clubes que lo habían hecho 47 años antes, el CSA Steaua Bucarest y el OFK Belgrado, con un contundente 6-0 a favor de los locales.
Ghencea es el estadio más moderno de Rumanía y el que más avances técnicos ofrece, además de incluir restaurantes, tiendas, oficinas, salas de conferencias y un hotel.
El primer encuentro de la selección de Rumanía en Ghencea fue en marzo de 1977 contra Turquía. El estadio también ha sido sede de varios encuentros de la Eurocopa Sub-21 de 1998, incluyendo la final. Tras la reinauguración, la selección rumana debutó en el nuevo estadio el 11 de octubre de 2021 en un partido correspondiente a la fase de clasificación para el Mundial 2022, derrotando 1-0 a Armenia con gol de Alexandru Mitriță.

## Conciertos
Lepa Brena ofreció un concierto ante 60.000 personas.